# Сент Март сир ле Лак (Квебек)
Сент Март сир ле Лак (фр. Sainte-Marthe-sur-le-Lac) је град у Канади у покрајини Квебек. Према резултатима пописа 2011. у граду је живело 15.689 становника.

## Становништво
Према резултатима пописа становништва из 2011. у граду је живело 15.689 становника, што је за 38,7% више у односу на попис из 2006. када је регистровано 11.311 житеља.
| 2006.  | 2011.  |
| ------ | ------ |
| 11.311 | 15.689 |